# حركة تايمز آب
تايمز آب (بالإنجليزية: Time's Up)‏ هي حركة ضد التحرش الجنسي  وتم تأسيسها في 1 يناير 2018 من قبل مشاهير هوليود  استجابة لتأثير وينشتاين و #MeToo. اعتبارا من فبراير 2018، جمعت 20 مليون دولار لصندوق الدفاع القانوني، وجمع أكثر من 200 محام من المتطوعين.
في نوفمبر 2017، كتبت Alianza Nacional de Campesinas رسالة تضامن لنساء هوليود المتورطات في فضح مزاعم الإساءة الجنسية ضد Harvey Weinstein. ووصفت الرسالة التي نشرت في مجلة تايم تجارب الاعتداء والمضايقة بين العاملات في المزارع. ذكرت الرسالة أنها كتبت نيابة عن حوالي 700,000 من عمال المزارع في الولايات المتحدة.
وردًا جزئياً على ذلك، تم الإعلان عن مجلة تايم آب في صحيفة نيويورك تايمز في 1 يناير 2018. وقد استشهد الإعلان بخط الدعم من Alianza Nacional de Campesinas والرغبة في دعم النساء والرجال والأشخاص الملونين ومجتمع LGBT الحصول على وصول أقل إلى المنصات الإعلامية والأموال للتحدث عن المضايقات. عند تأسيسها، تم الإعلان عن المبادرات التالية:
صندوق للدفاع القانوني بقيمة 13 مليون دولار يديره المركز الوطني القانوني للمرأة، لدعم النساء ذوات الدخل المنخفض اللائي يسعين إلى العدالة من أجل التحرش الجنسي والاعتداء في مكان العمل
-الدعوة لتشريع لمعاقبة الشركات التي تتسامح مع المضايقات المستمرة.
-حركة نحو المساواة بين الجنسين في الاستوديوهات ووكالات المواهب.
-دعوة النساء على السجادة الحمراء في حفل توزيع جوائز جولدن جلوب ال75 لارتداء الأسود والتحدث عن التحرش الجنسي والاعتداء.
تبرع مارك وولبيرغ وويليام موريس إنديفور، وكالته الموهوبة، بأكثر من مليوني دولار إلى شركة تايم آب في أوائل يناير عام 2018 باسم نجمة ميشيل ويليامز المشاركة في فيلم Wahlberg من برنامج All the Money in the World. حدث هذا بعد أن تم الكشف عن أن Williams (الذي يمثله نفس الوكالة) تلقى 800 دولار لمدة 10 أيام لإعادة بعض المشاهد في الفيلم، في حين تلقى Wahlberg مبلغ 1.5 مليون دولار لنفس 10 أيام من العمل.
بعض (بما في ذلك Lady Gaga و Lana Del Rey و Kesha و Cyndi Lauper) الذين حضروا Grammys في عام 2018 كانوا يرتدون الورود البيضاء أو الملابس السوداء للتعبير عن التضامن مع حركة Time's Up. [6] ارتدت لورد مقتطفات من عمل قامت به جيني هولزر، مطبوعة على بطاقة مخيطّة على ظهر فستانها. المقتطف يقرأ: «افرحي! أوقاتنا لا تطاق. خذ شجاعة، لأن الأسوأ هو نذير الأفضل. فقط الظرف الخشن يمكن أن يعجل بالإطاحة بالظالمين. يجب وضع الأشرار والفاسدين ليضيعوا قبل أن يتمكنوا من الانتصار. سيتم زيادة التناقض، وسوف يتم تسريع الحساب من خلال انطلاق اضطرابات البذور، وسوف يزدهر نهاية العالم.» كتب لورد«، روايتي من وردة بيضاء - The APOCALYPSE WILL BLOSSOM - مقتطف من أعظم في كل العصور، جيني هولزر».
في 2018 جوائز BAFTA السينمائية في لندن، والتي استضافتها جوانا لوملي، ارتدى الحاضرين الأسود ودبابيس تايم اب.

## المؤسسون الموقعون
على الموقع الإلكتروني رسالة مفتوحة إلى نساء العالم، تتضامن وتؤكد عمل الموقعين على التصدي للتحرش الجنسي والاعتداء. تم التوقيع على الرسالة من قبل ما يقرب من 400 من النساء البريطانيات والأمريكيات في صناعة الترفيه، وتشمل مؤسسة DMK لمستحضرات التجميل  الموقعين على Shonda Rhimes والممثلات من عناوينها المتتالية ABC ، ويظهر غريز أناتومي وفضيحة، بما في ذلك جيسيكا كابشو بالإضافة إلى والدتها، كيت كابشو، التي تحدثت بشكل فردي مع زوجها ستيفن سبيلبرج عن «المشكلة الوطنية والعالمية» التي يجب معالجتها «كضرورة حتمية».

## الموقع الرسمي
أول شيء تم إدراجه في موقع Time-Up Movement هو عبارة تقول: «لقد نفد الوقت على الاعتداء الجنسي والمضايقة وعدم المساواة في مكان العمل. لقد حان الوقت لفعل شيء حيال ذلك». بموجب البيان هو خطاب تضامن، وتطلب التبرعات لصندوق الدفاع القانوني تايم اب، وإذا تم التبرع، يسمح التوقيع على خطاب التضامن. تقع أبعد قليلا أسفل بعض المعلومات الإحصائية حول الاعتداء الجنسي والمضايقات ضد المرأة، فضلا عن عدم المساواة في مكان العمل. ما يلي هو معلومات عن صندوق الدفاع القانوني في تايم أب، أي الأموال التي يتم جمعها من هذا الصندوق ستساعد في تغطية نفقات العلاقات القانونية والعامة في بعض الحالات التي يكون فيها الأفراد قد تعرضوا لحالات من المضايقة الجنسية أو الانتقام في مكان العمل فيما يتعلق بهذه القضايا. يدار صندوق تايم اب توب للدفاع القانوني من قبل المركز القانوني الوطني للمرأة وهو منظمة قانونية وطنية لحقوق المرأة. تربط هذه المنظمة ضحايا التحرش الجنسي بمحامين يمكنهم تقديم المساعدة القانونية. آخر شيء مدرج على الموقع هو الموارد الأخرى مثل BetterBrave ، لجنة تكافؤ فرص العمل (EEOC)، و Equal Rights Advocates ، وجميعها مجهزة للتعامل مع القضايا المتعلقة بالتحرش الجنسي أو عدم المساواة للمرأة في مكان العمل.